# Можещин (гмина)
Можещин (пол. Morzeszczyn) — сельская гмина (волость) в Польше, входит как административная единица в Тчевский повет, Поморское воеводство. Население — 3792 человека (на 2004 год).

## Демография
| Перепись                       | Всего   | Всего | Женщины | Женщины | Мужчины | Мужчины |
| ------------------------------ | ------- | ----- | ------- | ------- | ------- | ------- |
| Единицы                        | человек | %     | человек | %       | человек | %       |
| Население                      | 3792    | 100   | 1901    | 50,1    | 1891    | 49,9    |
| Плотность населения (чел./км²) | 41,6    | 41,6  | 20,8    | 20,8    | 20,7    | 20,7    |

## Соседние гмины
1. Гмина Бобово
2. Гмина Гнев
3. Гмина Пельплин
4. Гмина Скурч
5. Гмина Сментово-Граничне